# Индустриальное муниципальное образование (Саратовская область)
Индустриальное муниципальное образование — сельское поселение в Екатериновском районе Саратовской области Российской Федерации.
Административный центр — посёлок Индустриальный.

## История
Статус и границы сельского поселения установлены Законом Саратовской области от 27 декабря 2004 года № 83-ЗСО «О муниципальных образованиях, входящих в состав Екатериновского муниципального района».

## Население
| 2010  | 2011  | 2012  | 2013  | 2014  | 2015  | 2016  |
| ----- | ----- | ----- | ----- | ----- | ----- | ----- |
| 1520  | ↘1516 | ↘1494 | ↘1480 | ↘1477 | ↘1459 | ↘1429 |
| 2017  | 2018  | 2019  | 2020  | 2021  |       |       |
| ↘1409 | ↘1372 | ↘1343 | ↘1296 | ↘1256 |       |       |

## Состав сельского поселения
| № | Населённый пункт | Тип населённого пункта          | Население |
| - | ---------------- | ------------------------------- | --------- |
| 1 | Владимировка     | деревня                         | 2         |
| 2 | Вольный          | посёлок                         | 2         |
| 3 | Изнаир           | село                            | ↘143      |
| 4 | Индустриальный   | посёлок, административный центр | ↗1332     |
| 5 | Подгоренка       | село                            | ↘32       |
| 6 | Свиридовка       | деревня                         | 9         |